# Wahlen zur Gesetzgebenden Versammlung der Goldküste 1951
Die Wahlen zur Gesetzgebenden Versammlung der Goldküste 1951 wurden am 8. Februar 1951 abgehalten und waren die ersten allgemeinen Wahlen in der damaligen britischen Kolonie Goldküste, dem heutigen Ghana. Zwar hatten Wahlen zum „Gesetzgebenden Rat“ hier bereits seit 1925 stattgefunden, aber dieser Rat hatte keine volle Kontrolle über die Gesetzgebung und wahlberechtigt waren nur die Mitglieder des „Rates der Chiefs“.
Die Wahlen zur Gesetzgebenden Versammlung der Goldküste 1951 waren die ersten Wahlen mit allgemeinem Stimmrecht nicht nur in der Goldküste, sondern in Afrika überhaupt.

## Hintergrund
Vor dem Hintergrund lauter werdender Forderungen nach Selbstregierung und zunehmender Unruhe unter der Bevölkerung, die z. B. 1948 zu den sogenannten Accra-Riots geführt hatte, richtete die britische Regierung die sogenannte Coussey Committee ein. Der Report diese Kommission führte zur Verfassung von 1951, die dem bereits existierenden Exekutivrat eine afrikanische Mehrheit verschaffte und eine Gesetzgebende Versammlung von 84 Mitgliedern schuf. 38 Mitglieder dieser Versammlung wurden vom Volk direkt gewählt, 46 durch traditionelle Räte.

## Ergebnisse
Kwame Nkrumahs Convention People’s Party (CPP) gewann 34 der 38 in allgemeinen Wahlen ermittelten Sitze der Versammlung, darunter mit 95 % der abgegebenen Stimmen die kompletten fünf Sitze aus urbanen Gebieten. Nkrumah selbst gewann den Sitz in Accra Central mit 22 780 von 23 122 abgegebenen Stimmen. In ländlichen Gebieten gewann die CPP 29 der 33 Sitze und errang dabei 72 % der Stimmen.
Die wichtigste Oppositionspartei, die United Gold Coast Convention (UGCC), scheiterte gründlich, gewann nur 2 Sitze und löste sich nach den Wahlen auf. Ehemalige Mitglieder der UGCC gründeten dann die Ghana Congress Party (die später die United Party bildete). Ebenfalls an der Wahl teilgenommen hatte die National Democratic Party.
Die CPP wurde in der Versammlung auch durch 22 der indirekt gewählten Mitglieder unterstützt und verfügte so über 56 von 84 Sitzen.

## Folgen der Wahlen
Aufgrund des gewonnenen Sitzes in Accra Central wurde Nkrumah, der bis dahin im Gefängnis gesessen hatte, freigelassen und zum „Führer der Regierungsgeschäfte“ ernannt, ehe er erster Premierminister Ghanas wurde.
Eine weitere neue Verfassung trat 1954 in Kraft, gefolgt von den Wahlen zur Gesetzgebenden Versammlung der Goldküste 1954 die ebenfalls von der CPP gewonnen wurden. Nach einem weiteren überragenden Wahlsieg von Nkrumahs CPP bei den Wahl zur Gesetzgebenden Versammlung der Goldküste 1956, errang die Goldküste als erster Staat Subsahara-Afrikas am 6. März 1957 die Unabhängigkeit unter dem Namen Ghana.